# Omar Mukhtar – Löwe der Wüste
Omar Mukhtar – Löwe der Wüste (Originaltitel: Omar Mukhtar – Lion of the Desert) ist ein 1979 im Auftrag von Libyens Regierung gedrehter Historienfilm von Moustapha Akkad, der sich kritisch mit der italienischen Besetzung Libyens in der ersten Hälfte des 20. Jahrhunderts auseinandersetzt. Die zentrale Figur stellt den Freiheitskämpfer Umar al-Muchtar dar, den die italienischen Kolonialherren 1931 hinrichten ließen. Der Film war in Italien lange Zeit verboten.

## Handlung
Im Jahr 1929 ist der italienische Diktator Benito Mussolini noch mit dem 20-jährigen langen Krieg konfrontiert, der von Patrioten in Libyen geführt wird, welche die Italiener stoppen wollen. Mussolini ernennt General Rodolfo Graziani als seinen sechsten Gouverneur für Libyen, zuversichtlich, dass Graziani die Rebellion niederschlagen wird.
Omar Mukhtar führt den Widerstand gegen die Italiener. Ein Lehrer von Beruf, Guerilla-Kämpfer durch Verpflichtung, hat Mukhtar sich zu einem Krieg, der nicht gewonnen werden kann, verpflichtet. Der Film endet mit der Gefangennahme und Hinrichtung Mukhtars.

## Deutsche Synchronsprecher
Die deutsche Synchronisation entstand im Synchronstudio Interopa Film GmbH in Berlin.
| Schauspieler                      | Rolle                           | Deutsche Stimme              |
| --------------------------------- | ------------------------------- | ---------------------------- |
| Anthony Quinn                     | Omar Mukhtar                    | Ernst Wilhelm Borchert       |
| Oliver Reed                       | Rodolfo Graziani                | Michael Chevalier            |
| Rod Steiger                       | Benito Mussolini                | Klaus Sonnenschein           |
| Irene Papas                       | Mabrouka (weibliche Hauptfigur) | Christel Merian              |
| Raf Vallone                       | Raffaelle Diodice               | Gottfried Kramer             |
| Takis Emmanuel                    | Bu Matari                       | Edgar Ott                    |
| Sky Dumont                        | Amedeo von Savoyen-Aosta        | Lutz Riedel                  |
| John Gielgud                      | Sharif El Gariani               | Kurt Waitzmann               |
| Robert Brown (Schauspieler, 1921) | Al Fadeel                       | unbekannter Synchronsprecher |
| Claudio Gora                      | Vorsitzender Richter            | Joachim Cadenbach            |

## Hintergrund
Finanziert wurde der Film von Libyens Staatschef Muammar al-Gaddafi. Die Produktionskosten betrugen 35 Millionen Dollar. Die italienischen Behörden hatten den Film im Jahr 1982 verboten. Der damalige Ministerpräsident Giulio Andreotti sagte dazu: „schädlich für die Ehre der Armee“. Am 11. Juni 2009 wurde der Film zum ersten Mal im italienischen Fernsehen ausgestrahlt, während des offiziellen Besuchs von Gaddafi in Italien.

## Kritik
Filmhistoriker Stuart Galbraith IV schrieb über den Film, er liefere einen faszinierenden Einblick in einen Aspekt der arabischen Kultur und verdiene Respekt.
Alex von Tunzelmann hielt den Film für etwas zu lang, lobte aber die Darstellung des italienischen Kolonialismus und des Widerstandes.
Kritiker Vincent Canby schrieb: „Spektakuläre und große Schlachtenszenen.“
Clint Morris nannte den Film ein großartiges episches Abenteuer.